# +GF+-Kupplung

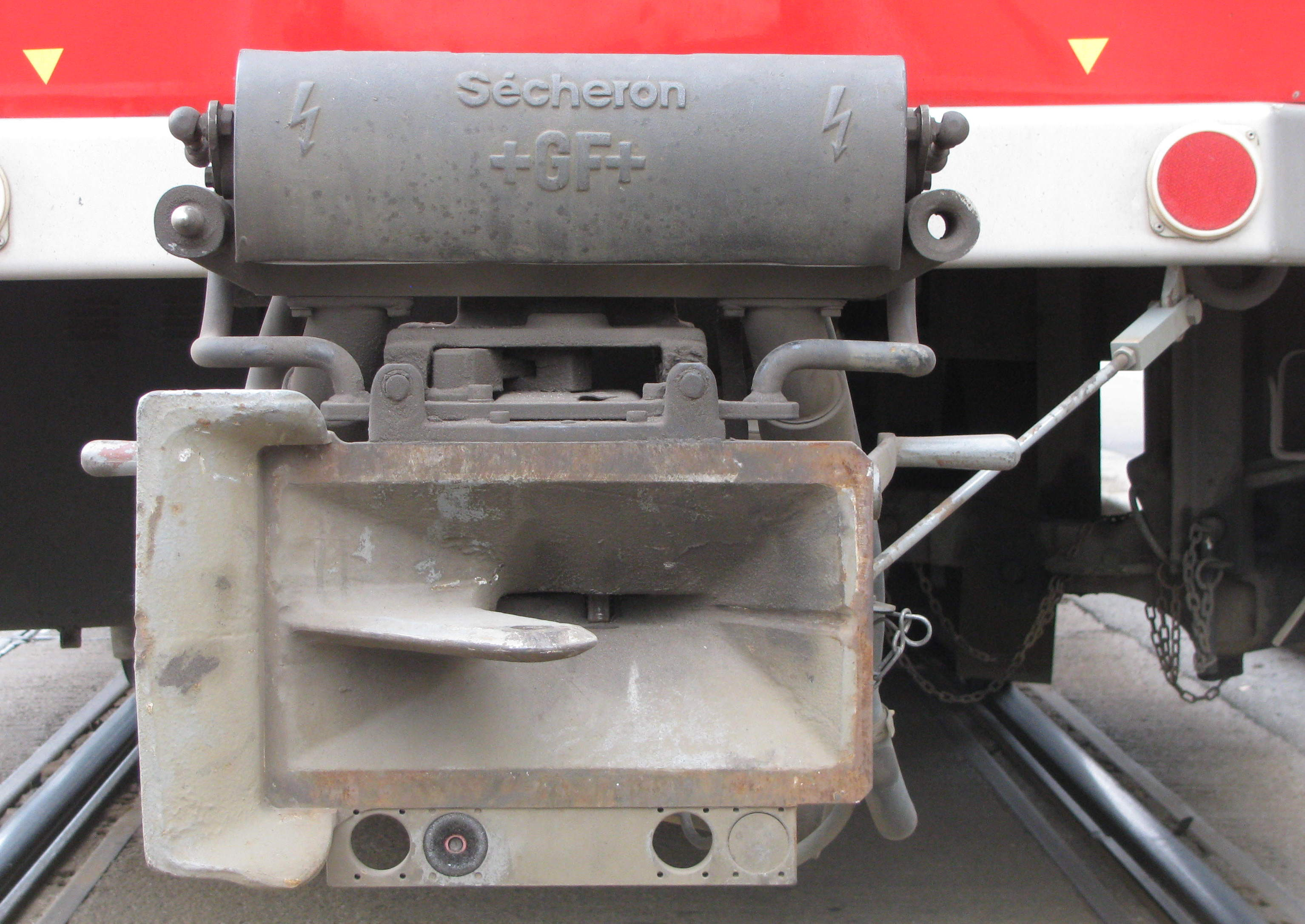
GFT-Kupplung mit Elektroaufsatz von Sécheron an einem Straßenbahnwagen Tatra T6A5 in Prag

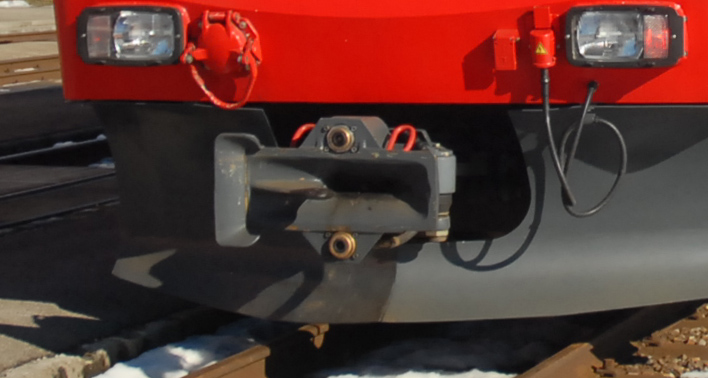
GFN-Kupplung am CJ-GTW 632 mit pneumatischer Kupplung der Druckluftbremse (oben) und Speiseleitung (unten)

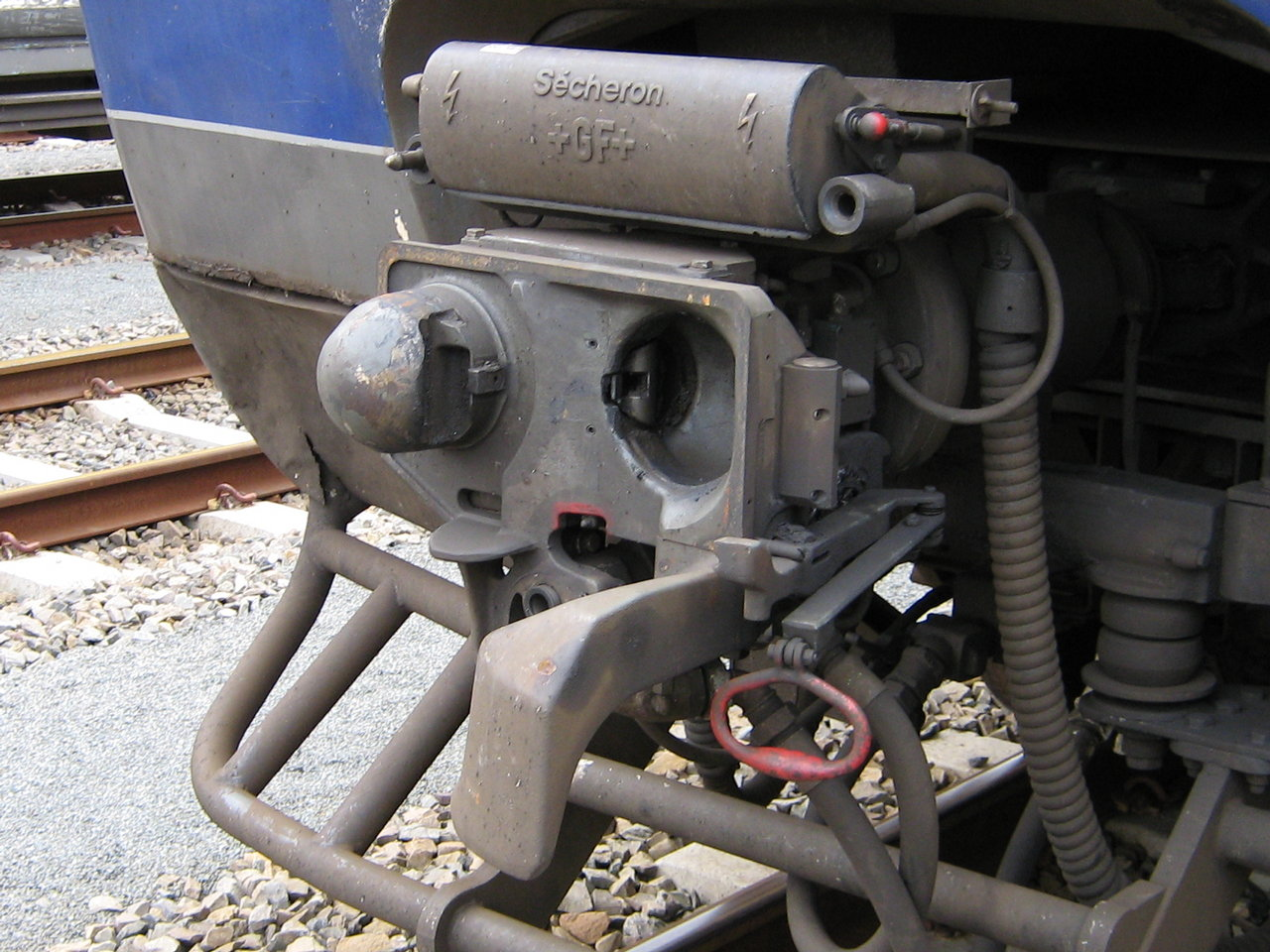
GFV-Kupplung an einem Break-Triebzug der SNCB/NMBS

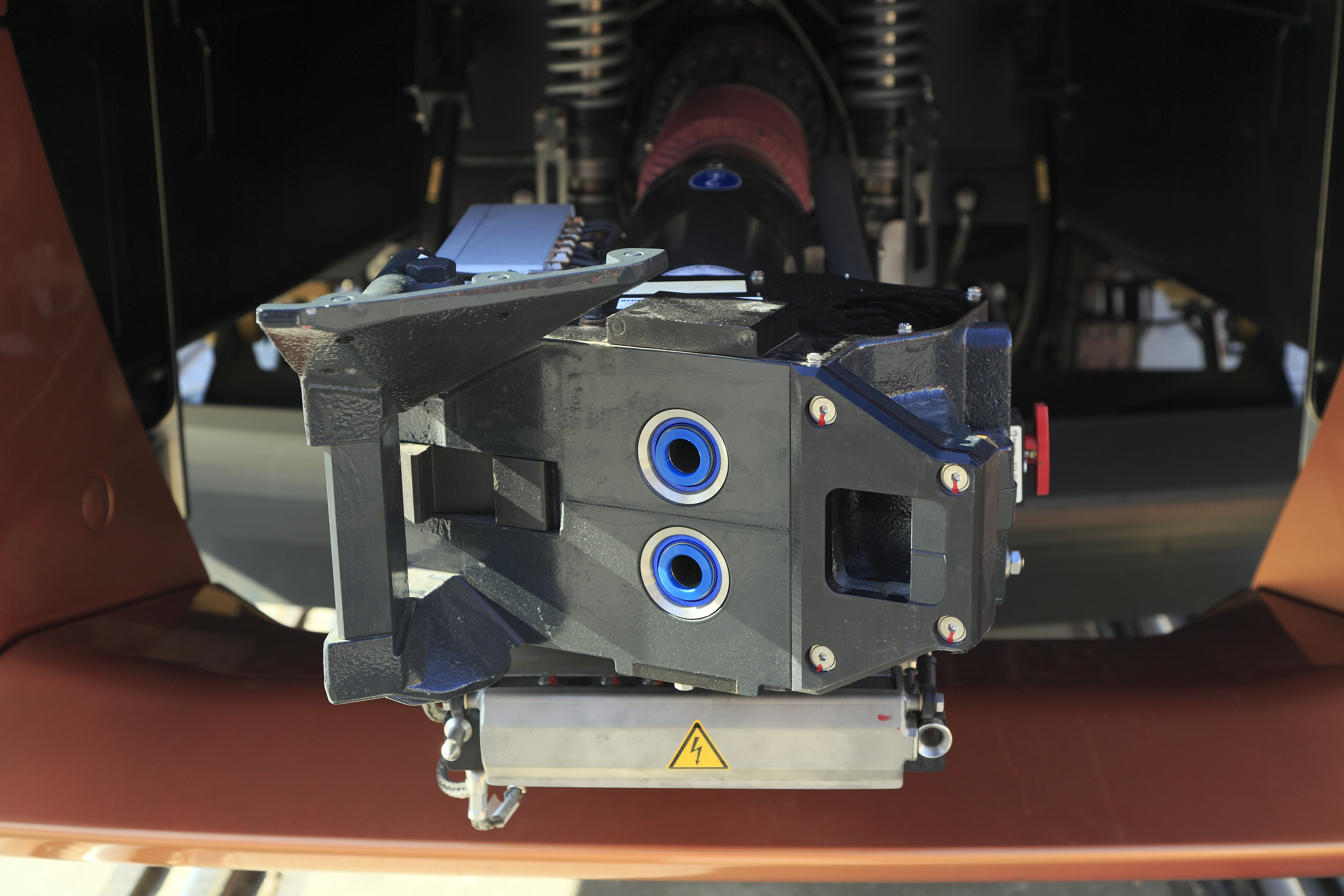
Schwab-Kupplung an einem Traverso der SOB

Die halbautomatische +GF+-Kupplung der Georg Fischer AG, Schaffhausen, heute Faiveley Transport Schwab AG wurde 1914 anlässlich der Landesausstellung in Bern vorgestellt.  Sie kam in der Folge bei vielen  schweizerischen Schmalspurbahnen und vereinzelt im Ausland zum Einsatz. Ab 1966 kam eine vollautomatische Kupplung von +GF+ zum Einsatz und ab 2002 wurde die ebenfalls vollautomatische Schwab-Kupplung eingesetzt.

## Nebenbahn- und Trambahnkupplung
Die Kupplung wurde in zwei Versionen hergestellt, die grundsätzlich gleich funktionieren, aber verschieden breit und miteinander nicht kuppelbar sind: Die breitere Nebenbahnausführung (GFN) und die leichtere, schmalere Tramausführung (GFT), die aber auch bei Bergbahnen zum Einsatz kommt, zeigen beide den charakteristischen Trichterkopf. Dieser kann oben und unten ergänzt werden mit pneumatischen Kupplungen für Druckluftbremse, Speiseleitung (Hochdruckleitung) oder Vakuumbremse. Bei der Tramausführung gab es auch elektrische Kontakte für die Solenoidbremse. Ab den 1960er-Jahren wurde die Tramausführung auch mit einem Elektrokupplungs-Aufsatz der Société Anonyme des Ateliers de Sécheron versehen, der das selbsttätige Kuppeln elektrischer Leitungen für Steuerung und Stromversorgung erlaubt. Während in den Schweizer Städten Zürich (VBZ Be 4/6 (Mirage) ab 1966 und VBZ Be 4/6 (Tram 2000) ab 1976) und Genf (Be 4/6 ab 1984) der Elektroaufsatz nur für die Vielfachsteuerung verwendet wird, wird bei den Prager Tatra T6A5  auch der Traktionsstrom übertragen; der hintere Triebwagen fährt somit mit gesenktem Stromabnehmer. Diese sogenannte Starkstrom-Vielfachsteuerung kam in der Schweiz nur bei der Lugano-Cadro-Dino-Bahn zur Anwendung. Dort wurde der Strom aber über Kabel übertragen, die GFT-Kupplung diente nur der mechanischen Verbindung.
Abgesehen vom Tatra T6A5 kamen GFN und GFT-Kupplungen ausserhalb der Schweiz, abgesehen von gebraucht ins Ausland verkauften Trams, nur bei Fahrzeugen zum Einsatz, die einen Bezug zu Schweizer Rollmaterialherstellern haben. Die 1970 in Betrieb genommenen, von SLM erbauten Zahnradzüge der Zahnradbahn Štrba–Štrbské Pleso sind mit GFT-Kupplungen versehen, welche aber nur mechanisch kuppeln. Deren von Stadler gelieferten Nachfolger (Zahnrad-GTW) sowie die Zweikraftlok sind mit GFN-Kupplungen versehen. Auch die ab 2000 auf den Adhäsionsstrecken der Elektrischen Tatrabahn in Betrieb gesetzten, teilweise von Stadler, teilweise in Lizenz gebauten GTW der Baureihe 425.95 sind mit GFN-Kupplungen versehen.
Die spanische Staatsbahn RENFE hatte lange Zeit nur eine einzige Meterspurstrecke, die Bahnstrecke Cercedilla–Cotos. Die 1976–82 in Betrieb gesetzten Triebwagen der Reihe 442 sind Lizenzbauten der 1966 von SWS und SAAS für die LEB gebauten Be 4/4 26-27 und haben ebenfalls die GFN-Kupplung erhalten.

## Vorortsbahnkupplung
Eine völlig anders aufgebaute vollautomatische Kupplung vom gleichen Hersteller wird als Kupplungstyp Vorortsbahnen (GFV) geführt und wird in der Regel mit dem Sécheron-Elektroaufsatz kombiniert. Nach Versuchen mit einem Be 4/6-Triebwagen wurde die Vorortsbahnkupplung ab 1965 bei Triebzügen der SBB (RABDe 12/12, RABDe 8/16, DPZ, DTZ) und verschiedener Meterspurbahnen (RhB, RBS, WSB, LEB, FART) sowie auch der Belgischen (AM80-83, AM86-89, 41 usw.) und Finnischen Staatsbahnen (Sm1 und Sm2) eingebaut.

## Nachfolgemodelle
Die Rechtsnachfolgerin von +GF+, die Schwab Verkehrstechnik AG entwickelte einen neuen Kupplungstyp, der als Schwab-Kupplung bekannt wurde. Dieser Typ wurde ab 2002 bei zahlreichen Triebzügen, die von Stadler Rail gebaut wurden, eingebaut. Bei einigen Schmalspurbahnen ersetzt dieser Kupplungstyp die Nebenbahnkupplung. Wie bereits bei den GF-Kupplungen existieren drei verschiedene Varianten für Vollbahnen (FK-15-10), neu (FK-15-12), Metros/Nebenbahnen (FK-9-6) und Straßenbahnen (FK-5.5-4 und FK-3-2.5), die ebenfalls nicht miteinander und auch nicht mit irgendeinem anderen Kupplungstyp kuppelbar sind. Sämtliche Bauarten sind starre Mittelpufferkupplungen, die die Druckluftleitungen mitkuppeln und mit Kontaktaufsätzen für elektrische Verbindungen ausgerüstet werden können.
Die ebenfalls von Schwab erhältliche Scharfenbergkupplung Typ 10 wurde bisher nur an exportierten Fahrzeugen eingebaut.